# Staatshaushalt
Der Staatshaushalt ist die höchste Aggregationsstufe eines öffentlichen Haushalts und beinhaltet alle Staatseinnahmen und Staatsausgaben eines Staates.

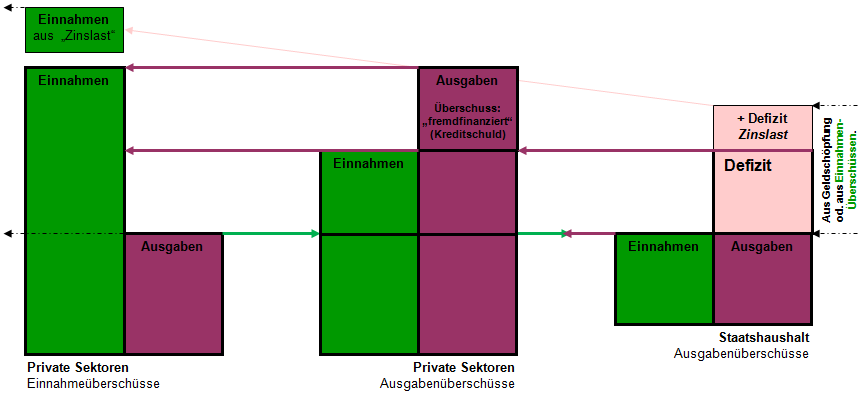
Zu gegenseitigen Abhängigkeiten von Haushaltssalden.

## Allgemeines
Während international und in Deutschland Staatshaushalte ganz überwiegend noch kameralistisch aufgestellt sind, dringt bei staatlichen Untergliederungen (Bundesländer, Kantone) auch die Doppik vor. Um den Staatshaushalt zu verstehen, ist eine genauere Betrachtung seiner Zusammensetzung erforderlich. Am Beispiel von Deutschland kann auch die internationale Situation von Staatshaushalten verdeutlicht werden, weil auch international die den Staatshaushalten zugrunde liegenden Bestimmungen weitgehend homogen sind.
In föderalen Staaten ist die finanzpolitische Verantwortung des Staates und der Bundesstaaten und Gebietskörperschaften getrennt. In der früheren DDR, die als Zentralstaat organisiert war, umfasste der Staatshaushalt auch die Haushalte der Bezirke und Gebietskörperschaften. Siehe Staatshaushalt (DDR).

## Zusammensetzung des Staatshaushalts
Jeder Staatshaushalt setzt sich aus den Staatseinnahmen und -ausgaben als haushaltswirksame Staatstätigkeiten zusammen. Die Begriffe Staatseinnahmen und -ausgaben werden in Art. 110 GG beim Ausgleichsgebot zwar erwähnt, aber nicht definiert; auch die BHO lässt eine Legaldefinition vermissen. Sie geht in § 8 BHO und weiteren Bestimmungen davon aus, dass die Begriffe allgemein bekannt sind. Staatseinnahmen entstehen insbesondere aus der kassenwirksamen Vereinnahmung von Steuern (Inlandsbezug) sowie Zinsen aus Vermögensanlagen (Inlands- und Auslandsbezug) oder Devisen (Ausland). Ausgaben sind zu leisten für Investitionen (Bundesstraßen, öffentliche Bauten), soziale Zwecke (Transferleistungen aller Art), Bildung, Landesverteidigung, Zinsen und Tilgung für Kreditaufnahmen. Damit besteht der Staatshaushalt ausschließlich aus Fließgrößen. Bestandsgrößen wie Staatsvermögen und Staatsschulden werden gesondert ermittelt.

## Haushaltsausgleich
Bei einem ausgeglichenen Staatshaushalt stimmen die Staatseinnahmen {\displaystyle T} mit den Staatsausgaben {\displaystyle G} überein, es gilt
{\displaystyle T=G},
mithin ist der Haushaltssaldo „null“; es entsprechen makroökonomisch die Investitionen dem privaten Sparen. Dabei dürfen die Staatseinnahmen keine Neukreditaufnahmen beinhalten, in den Staatsausgaben muss hingegen der Schuldendienst berücksichtigt sein. Zu beachten ist in diesem Zusammenhang das verfassungsrechtliche Ausgleichsgebot des Art. 110 Abs. 1 GG, wonach „der Haushaltsplan in Einnahme und Ausgabe auszugleichen“ ist. Das Ausgleichsgebot wird auch in § 8 BHO wiederholt. Wegen der sehr weiten Einnahmen- und Ausgabenbegriffe in der BHO ist das verfassungsmäßige Ausgleichsgebot selbst bei deficit spending oder surplus saving erfüllt, sodass das Ausgleichsgebot einen rein formellen Ausgleich meint. Ein unausgeglichener Haushaltsplan wäre ein verfassungswidriges und damit unwirksames Gesetz (siehe Haushaltssaldo und Haushaltsgrundsätze). Nach § 25 Abs. 1 BHO ist der Haushaltssaldo der „Unterschied zwischen den tatsächlich eingegangenen Einnahmen (Ist-Einnahmen) und den tatsächlich geleisteten Ausgaben (Ist-Ausgaben)“. Sind die Einnahmen höher als alle Ausgaben, liegt ein positiver Haushaltssaldo vor, es wird von einem Überschuss im Staatshaushalt gesprochen. Ein Staatsdefizit entsteht, wenn die Einnahmen niedriger sind als die (Zins und Tilgung enthaltenen) Staatsausgaben:
{\displaystyle T<G}.

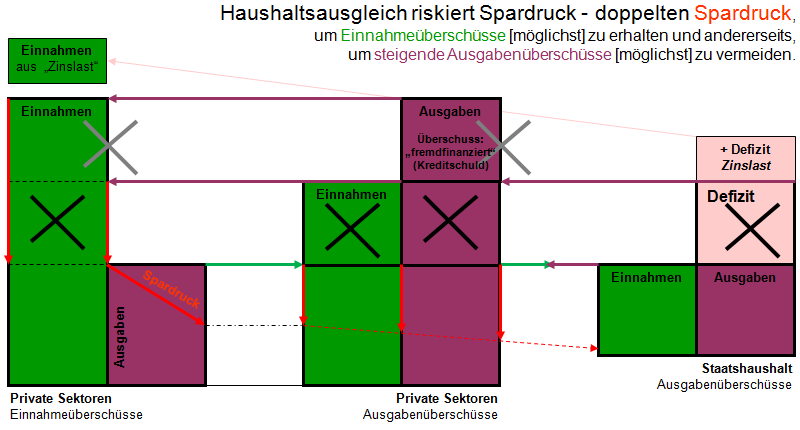
Zu Risiken aus Haushaltsausgleich.

Der Primärsaldo gibt an, wie der Staatshaushalt aussähe, wenn es keine Zinszahlungen auf Staatsschulden und keine Vermögensveränderungen (Schuldentilgungen, Privatisierungserlöse) gäbe. Der administrative Saldo (Nettosaldo) inkludiert den Zinsaufwand des jeweiligen Staatshaushalts. Ist der administrative Saldo negativ, dann sind die Staatsausgaben höher als die Einnahmen, es liegt ein Staatsdefizit vor. Dieses Staatsdefizit entspricht der Nettokreditaufnahme, weil in Höhe des Defizits zur Erlangung eines formal ausgeglichenen Haushalts neue Kredite aufgenommen werden müssen. Umgekehrt wird von einem Überschuss gesprochen.
In Deutschland besteht seit August 2009 eine verfassungsrechtlich verankerte Schuldenbremse. Nach dieser Regelung soll das strukturelle, also nicht konjunkturbedingte Haushaltsdefizit des Bundes, maximal 0,35 % des Bruttoinlandsproduktes (BIP) betragen. Für die Länder wird die Nettokreditaufnahme ganz verboten. Ausnahmen sind bei Naturkatastrophen oder schweren Rezessionen gestattet. Eine Übergangsregelung in Art. 143d Abs. 1 GG sieht die erstmalige Anwendung der Neuregelungen in Art. 109 und Art. 115 GG für das Haushaltsjahr 2011 vor. Die Einhaltung der 0,35 %-Grenze ist für den Bund ab dem Jahr 2016 zwingend vorgesehen, das Verbot der Nettokreditaufnahme der Länder tritt ab dem Jahr 2020 in Kraft. Auf EU-Ebene darf das Budgetdefizit 3 % des BIP nicht überschreiten. Diese Vorgaben begrenzen somit die staatliche Neuverschuldung auf einen bestimmten Prozentsatz des erwirtschafteten BIP. Ab 2020 gilt die eindeutige Regelung in Art. 109 Abs. 3 GG, wonach die Haushalte von Bund und Ländern grundsätzlich ohne Einnahmen aus Krediten auszugleichen sind.

## Staatsvermögen und Staatsschulden
Das Staatsvermögen ist die Gesamtheit der dem Staat gehörenden beweglichen und unbeweglichen Sachen. Hierzu gehören Sachen im Gemeingebrauch (Infrastruktur wie Staatsstraßen, Autobahnen, Wasserstraßen), Finanzvermögen (Beteiligung an staatlichen Betrieben, Staatsforderungen wie staatlicher Besitz von Staatsanleihen fremder Staaten), Verwaltungsvermögen (Amtsgebäude) und unbebauten Flächen (Staatswald). Staatsschulden sind die Verbindlichkeiten eines Staates gegenüber inländischen und ausländischen (Auslandsverschuldung) Gläubigern. Das Reinvermögen ergibt sich, wenn vom Staatsvermögen die Staatsschulden abgezogen werden. Da der Wert des Reinvermögens eines öffentlichen Schuldners weitgehend aus unvermarktbaren Vermögensbestandteilen besteht, ist die Bestimmung seines Reinvermögens (bereits bewertungsbedingt) unmöglich. Die Ermittlung der Residualgröße Reinvermögen ist daher auf Staatsebene nur von untergeordneter Bedeutung und mit Vorsicht zu beurteilen.

## Staatshaftung
Übernimmt ein Staat zugunsten eines Staatsunternehmens oder anderer Staaten die Gewährleistung in Form einer Bürgschaft/Garantie für die an diese gewährten Kredite, so schlägt sich dies im (kameralistischen) Staatshaushalt zunächst nicht nieder. In der Doppik handelt es sich um Eventualverbindlichkeiten. Diese sind „unter der Bilanz“ zu vermerken (§ 251 in Verbindung mit § 268 Abs. 7 HGB). „Unter der Bilanz“ bedeutet, dass sie nicht Bestandteil der Bilanzsumme und damit auch nicht der Bilanz sind, sondern darunter aufgeführt werden müssen. Das hat zur Folge, dass sie nicht zu den Verbindlichkeiten gehören und deshalb rechnerisch weder die Eigenkapitalquote noch das Reinvermögen mindern. Bei Staatshaushalten werden sie in den Erläuterungen zum Haushalt erwähnt. Bei der Staatshaftung wird davon ausgegangen, dass der eigentliche Kreditnehmer (Staatsunternehmen oder ein anderer Staat) seine Schulden begleichen wird. Erst wenn dies nicht geschieht (so genannter Bürgschafts- oder Garantiefall), wird die übernommene Staatshaftung zu einer Staatsverbindlichkeit durch die vom haftenden Staat zu übernehmenden Zins- und Tilgungsleistungen.
Nach der in Art. 125 AEUV verankerten Nichtbeistands-Klausel, wonach weder die Union noch die Mitgliedsstaaten für die Verbindlichkeiten eines Mitgliedsstaats haften, ist eine automatische Staatshaftung eines Mitgliedsstaats ausdrücklich ausgeschlossen. Im Falle einer Überschuldung eines Mitgliedsstaats bleiben dann drei Optionen: drastische fiskalpolitische Haushaltskonsolidierung, Finanzhilfen der anderen Mitglieder (etwa durch Staatshaftung) oder Staatsbankrott. Der AEUV bleibt hier indifferent, denn er schwankt zwischen Betonung der Eigenverantwortlichkeit (Art. 125 AEUV) und Solidargedanken (Art. 122 AEUV).
Eventualverbindlichkeiten sind für Staaten allerdings keine Besonderheit, denn auch die im Rahmen der Exportkreditversicherung vom Staat abgesicherten Exporteurrisiken werden als Eventualhaftung des Staates verbucht. Im Rahmen des so genannten Ermächtigungsverfahrens wird in Deutschland die gesamte Deckungssumme der staatlichen Ausfuhrkreditversicherung im Bundeshaushalt jährlich festgelegt. Bis zu einer bestimmten Summe darf Euler Hermes als so genannter Mandateur die Indeckungnahmen autonom vornehmen, darüber hinaus hat ein „Interministerieller Ausschuss für Ausfuhrgarantien und Ausfuhrbürgschaften (IMA)“ zu entscheiden. Da der Mandateur im Auftrag und für Rechnung des Staates arbeitet, sind die Indeckungnahmen als Eventualverbindlichkeit im Bundeshaushalt zu berücksichtigen.
Weitere Eventualverbindlichkeiten ergeben sich daraus, dass Staaten im Euro-Währungsgebiet insbesondere Bürgschaften/Garantien für Finanzinstitute während der Finanzkrise ab 2007 übernommen haben. Die aufgelaufenen staatlichen Eventualverbindlichkeiten aus Garantien gegenüber dem Bankensektor befinden sich in vielen Ländern des Euroraums auf einem deutlich erhöhten Stand und könnten noch weiter steigen, so dass die vereinbarten höheren Obergrenzen erreicht oder sogar überschritten würden. Zu den Eventualverbindlichkeiten, die im Zusammenhang mit dem Mechanismus zur Bewältigung der europäischen Staatsschuldenkrise entstanden sind bzw. noch entstehen können, zählen auch grenzüberschreitende Verpflichtungen wie die Garantien, die im Rahmen der Europäischen Finanzstabilitätsfazilität (EFSF) bzw. des Europäischen Stabilitätsmechanismus (ESM) im Rahmen des Euro-Rettungsschirms bereitgestellt wurden und noch werden. Da diese Garantien zu Gunsten von hochverschuldeten EU-Mitgliedstaaten zu übernehmen waren, ist die Inanspruchnahme dieser Garantien mit einer hohen Wahrscheinlichkeit verbunden und würde in der Doppik die Bildung von Rückstellungen erfordern. Da diese Eventualverbindlichkeiten nicht sofort im Staatshaushalt ablesbar sind, werden sie als Schattenverschuldung bezeichnet.

## Statistik
Gemessen an den Einnahmen weisen die USA den größten Staatshaushalt mit 2,424 Billionen US$ auf, gefolgt von Japan (1,563 Billionen US$), Deutschland (1,304 Billionen US$), Frankreich (1,137 Billionen US$) und Großbritannien (929,4 Milliarden US$). Diese Rangfolge relativiert sich, wenn man die Staatsschulden gegenüberstellt. Mit 12,24 Billionen US$ liegt dann Japan (783 % der Staatseinnahmen) vorne, gefolgt von den USA (15 Billionen US$ Schulden oder 618 % der Staatseinnahmen), Deutschland (2,67 Billionen US$ oder 205 %), Frankreich (2,098 Billionen US$; 184 %) und Großbritannien (1,588 Billionen US$; 171 %). Japan würde knapp acht Jahre benötigen, um seine gesamten Staatsschulden aus seinen Staatseinnahmen zurückzuzahlen (ohne Zinsen). Dem Staat stünden die Einnahmen dann nicht für andere Zwecke zur Verfügung, und sie müssten jedes Jahr mindestens in der gleichen Höhe fließen. Deutschland würde 2 Jahre benötigen. Nicht der absolute Schuldenstand spielt also bei der Diskussion eine Rolle, sondern die Gegenüberstellung mit Vergleichsgrößen wie Staatseinnahmen oder BIP. Dieses Risiko wird auch beim Vergleich der Staatsschulden mit dem BIP bestätigt, denn auch hier führt Japan die Liste an (siehe Liste der Länder nach Staatsschuldenquote).